# Селезнев, Алексей Андрианович
Алексе́й Андриа́нович Селезнев (1909—1960) — советский специалист в области радиоэлектроники и ТВ-техники, руководитель научно-исследовательских институтов и производственных предприятий радиопромышленности.

## Биография
Окончил Ленинградскую Военно-электротехническую академию связи им. С. М. Будённого (1936).
- 1936—1937 инженер НИИ-8 (Ленинград).
- 1937 директор строительства ОЛТЦ (Опытный ленинградский телевизионный центр),
- 1937—1939 директор НИИ-9 (Ленинград).
- 1939—1940 директор ТВ института (будущий ВНИИТ).
- 1940—1941 зам. главного инженера ленинградского завода «Радист».
- 1941—1947 Москва: зам. директора и начальник отдела завода № 465, зам. начальника ОКБ ВЭИ, начальник ТВ лаборатории НИИ-108 (Лаборатория № 16) (с 10 ноября 1943 года).
- 1947—1950 директор НИИ-380 (ВНИИТ).
- 1950—1952 зам. начальника МТФЛ (Московской телевизионной филиал-лаборатории).
- 1952—1955 и. о. директора завода № 312.
- 1955—1960 начальник МТФЛ (будущий Всесоюзный Московский научно-исследовательский институт приёмной телевизионной техники (МНИТИ)).

Трагически погиб в 1960 году.
В 1944 г. принимал участие в работе комиссии по обоснованию и выбору нового ТВ-стандарта СССР 625 строк. В период его руководства ВНИИТ проводилась реконструкция МТЦ на стандарт 625 строк, была создана первая советская ПТУ-47, разрабатывался массовый телевизор «КВН-49» и др.